# Bezirk Cles
Der Bezirk Cles war ein Politischer Bezirk in der Gefürsteten Grafschaft Tirol. Der Bezirk umfasste Teile des nordwestlichen Trentino im Nonstal. Sitz der Bezirkshauptmannschaft war die Gemeinde Cles. Das Gebiet wurde nach dem Ersten Weltkrieg Italien zugeschlagen.

## Geschichte
Die modernen, politischen Bezirke der Habsburgermonarchie wurden 1868 im Zuge der Trennung der politischen von der judikativen Verwaltung geschaffen.
Der Bezirk Cles wurde 1868 aus den Gerichtsbezirken Cles, Fondo und Malé gebildet.
Im Bezirk Cles lebten 1869 46.761 Personen, wobei der Bezirk 6747 Häuser beherbergte.
Der Bezirk Cles umfasste 1910 eine Fläche von 359,87 km² und beherbergte eine Bevölkerung von 47.984 Personen. Von den Einwohnern hatten 1910 45.805 Italienisch oder Ladinisch, 1.887 Deutsch und 292 eine andere Sprache als Umgangssprache angegeben oder waren Staatsfremde. Der Bezirk bestand aus drei Gerichtsbezirken mit 79 Gemeinden.
Durch die Grenzbestimmungen des am 10. September 1919 abgeschlossenen Vertrages von Saint-Germain wurde der Bezirk Cles zur Gänze Italien zugeschlagen.

## Gemeinden
Der Bezirk Cles umfasste 1910 die 79 Gemeinden Bozzana, Bresimo, Brez, Cagnò, Caldes, Carciato, Casez, Castelfondo, Castello, Cavareno, Cavizzana, Celledizzo, Cellentino, Cis, Cles, Cloz, Cogolo, Comasine, Coredo, Croviana, Cunevo, Dambel, Deggiano, Dermullo, Dimaro, Don, Flavon, Fondo, Lauregno, Livo, Magras, Malé, Malosco, Mastellina, Mechel, Mestriago, Mezzana, Monclassico, Montes, Nano, Ossana, Pejo, Pellizzano, Piano, Preghena, Presson, Proves, Rabbi, Revò, Romallo, Romeno, Ronzone, Ruffrè, Rumo, Salter-Malgolo, Samoclevo, San Giacomo, San Zeno, Sarnonico, Sejo, Sfruz, Smarano, San Felice, Tajo, Tassullo, Tavon, Termenago, Terres, Terzolas, Tres, Tuenno, Senale, Vasio und Vermiglio.